# Donny Elwood
Donny Elwood alias Ella Owoudou Albert Dieudonné, (* 1968 in Ebolowa, Kamerun) ist ein kamerunischer Chansonnier, der aufgrund seines überaus erfolgreichen Liedes „Je suis pygmée“ oft für einen Angehörigen der Volksgruppe der Pygmäen gehalten wird. Auf humorvolle Weise beschreibt er in seinen Liedern das alltägliche Leben und die Misere der einfachen Menschen. Seine Lieder trägt er begleitet mit einer Gitarre auf Französisch und Ewondo vor. Sein Musikstil ist eine Mischung aus Makossa, Bikutsi und Blues. Auf seine ihm eigene Art folgt er der Tradition Francis Bebeys.

## Diskografie (Auswahl)
- Je suis pygmée, 1996
- Eklektikos, 2001
- Mon cousin militaire
- Turlupiner
- Je suis en haut
- Mon chien Dickdickdick
- Tomber des nues